# Ходика-Кобизевич Андрій Федорович
Ходи́ка-Кобизе́вич Андрі́й Фе́дорович (пол. Andrzei Chodyka; ? — після 1651) — діяч київського магістрату часів Речі Посполитої, Війт Києва в 1644–1649 роках.

## Біографія
Син Федора Ходики-Кобизевича. Як і батько, належав до пропольської партії. Під час Хмельниччини вдавався до репресій проти міщан, яких підозрював у співчутті повстанцям. Дійшло до того, що його самого намагалися вбити, але йому вдалося сховатися. Коли ж козаки увійшли до міста, Ходика-Кобизевич покаявся, відмовився від посади війта та письмово скасував усі свої розпорядження на цій посаді. Однак дуже скоро його позиція діаметрально змінилася: Київ захопив Януш Радзивілл, і Ходика-Кобизевич знову почав переслідувати своїх політичних противників. Зник із Києва разом з литовським військом, і його подальша доля невідома.